# NGC 6120
NGC 6120 ist eine 13,9 mag helle Spiralgalaxie mit ausgedehnten Sternentstehungsgebieten vom Hubble-Typ Sd im Sternbild Nördliche Krone. Sie ist schätzungsweise 417 Millionen Lichtjahre von der Milchstraße entfernt und hat einen Durchmesser von etwa 125.000 Lichtjahren.

Im selben Himmelsareal befinden sich die Galaxien NGC 6117, NGC 6119, NGC 6122, NGC 6129.
Das Objekt wurde am 17. März 1787 von Wilhelm Herschel mit einem 18,7-Zoll-Spiegelteleskop entdeckt, der sie dabei mit „vF, vS, north 2 stars. 300 power confirmed“ beschrieb.